# Biatlo nos Jogos Olímpicos de Inverno da Juventude de 2016
As competições de biatlo nos Jogos Olímpicos de Inverno da Juventude de 2016 foram disputadas no Estádio de Biatlo Birkebeineren, em Lillehammer, na Noruega, entre os dias 14 e 21 de fevereiro. Seis eventos foram realizados, um a mais com relação a edição anterior após a inclusão do revezamento simples misto.

## Calendário
| Fevereiro | 12 | 13 | 14 | 15 | 16 | 17 | 18 | 19 | 20 | 21 |
| --------- | -- | -- | -- | -- | -- | -- | -- | -- | -- | -- |
| Biatlo    |    |    | 2  | 2  |    | 1  |    |    |    | 1  |

|  | Dia de final |

## Qualificação
Cada país pode enviar o número máximo de 4 atletas (2 por gênero). O número máximo de atletas foi 100 (50 por gênero).

### Sumário
A distribuição parcial das vagas está abaixo.[carece de fontes?]
| CON                | Masculino | Feminino | Total |
| ------------------ | --------- | -------- | ----- |
| GER Alemanha       | 2         | 2        | 4     |
| AUT Áustria        | 2         | 2        | 4     |
| BLR Bielorrússia   | 2         | 2        | 4     |
| BUL Bulgária       | 2         |          | 2     |
| CAN Canadá         | 2         | 2        | 4     |
| SVK Eslováquia     |           | 2        | 2     |
| SLO Eslovênia      | 2         |          | 2     |
| USA Estados Unidos | 2         | 2        | 4     |
| FRA França         | 2         | 2        | 4     |
| ITA Itália         | 2         | 2        | 4     |
| NOR Noruega        | 2         | 2        | 4     |
| POL Polônia        |           | 2        | 2     |
| CZE Chéquia        | 2         | 2        | 4     |
| RUS Rússia         | 2         | 2        | 4     |
| SWE Suécia         | 2         | 2        | 4     |
| SUI Suíça          | 2         | 2        | 4     |
| UKR Ucrânia        | 2         | 2        | 2     |
| Total de atletas   | 30        | 30       | 60    |
| Total de CONs      | 15        | 15       | 17    |

## Medalhistas
Masculino
| Evento                     | Ouro                              | Prata                             | Bronze                            |
| -------------------------- | --------------------------------- | --------------------------------- | --------------------------------- |
| Velocidade 7,5 km detalhes | Emilien Claude FRA França         | Sivert Guttorm Bakken NOR Noruega | Egor Tutmin RUS Rússia            |
| Perseguição 10 km detalhes | Sivert Guttorm Bakken NOR Noruega | Egor Tutmin RUS Rússia            | Said Karimulla Khalili RUS Rússia |

Feminino
| Evento                      | Ouro                            | Prata                                | Bronze                            |
| --------------------------- | ------------------------------- | ------------------------------------ | --------------------------------- |
| Velocidade 6 km detalhes    | Juliane Frühwirt GER Alemanha   | Marthe Krakstad Johansen NOR Noruega | Arina Pantova KAZ Cazaquistão     |
| Perseguição 7,5 km detalhes | Khrystyna Dmytrenko UKR Ucrânia | Marthe Krakstad Johansen NOR Noruega | Lou Jeanmonnot Laurent FRA França |

Misto
| Evento                       | Ouro                                                                                                | Prata                                                                        | Bronze                                                                             |
| ---------------------------- | --------------------------------------------------------------------------------------------------- | ---------------------------------------------------------------------------- | ---------------------------------------------------------------------------------- |
| Revezamento simples detalhes | Meng Fanqi Zhu Zhenyu CHN China                                                                     | Marthe Krakstad Johansen Fredrik Bucher-Johannessen NOR Noruega              | Ekaterina Ponedelko Egor Tutmin RUS Rússia                                         |
| Revezamento detalhes         | Marit Oeygard Marthe Krakstad Johansen Fredrik Bucher-Johannessen Sivert Guttorm Bakken NOR Noruega | Juliane Frühwirth Franziska Pfnür Simon Groß Danilo Riethmüller GER Alemanha | Samuela Comola Irene Lardschneider Cedric Christille Patrick Braunhofer ITA Itália |

## Quadro de medalhas
| Ordem | País            | Medalha de ouro | Medalha de prata | Medalha de bronze |    |
| ----- | --------------- | --------------- | ---------------- | ----------------- | -- |
| 1     | NOR Noruega     | 2               | 4                |                   | 6  |
| 2     | GER Alemanha    | 1               | 1                |                   | 2  |
| 3     | CHN China       | 1               |                  |                   | 1  |
|       | FRA França      | 1               |                  |                   | 1  |
|       | UKR Ucrânia     | 1               |                  |                   | 1  |
| 6     | RUS Rússia      |                 | 1                | 3                 | 4  |
| 7     | FRA França      |                 |                  | 1                 | 1  |
|       | KAZ Cazaquistão |                 |                  | 1                 | 1  |
|       | ITA Itália      |                 |                  | 1                 | 1  |
| TOTAL | TOTAL           | 6               | 6                | 6                 | 18 |